# Kang Ji-young
Kang Ji-young (in hangŭl 강지영; Paju, 18 gennaio 1994) è una cantante e attrice sudcoreana.

## Carriera
Dal 2008 al 2014 ha fatto parte del girl group Kara formato dalla DSP Entertainment. All'età dell'ammissione nel gruppo aveva 14 anni.
Nel 2014 ha lasciato la musica per dedicarsi all'attività di attrice in Giappone con l'agenzia Sweet Power.

## Discografia solista
Singoli coreani
- 2010 - Merry Love (con Kim Sungje)
- 2010 - My Love (con Park Gyu-ri)
- 2012 - Rainbow Rose
- 2012 - Wanna Do (Laeyo)

Singoli giapponesi
- 2012 - Wanna Do

## Filmografia parziale

### Cinema
- Assassination Classroom, regia di Eiichirō Hasumi (2015)
- Assassination Classroom: Graduation, regia di Eiichirō Hasumi (2016)
- Kataomoi Spiral, regia di Keinosuke Hara (2016)
- Reon, regia di Renpei Tsukamoto (2018)
- Watashino Jinsei Nanoni, regia di Keinosuke Hara (2018)
- Yaru Onna -She's a Killer-, regia di Keiji Miyano (2018)
- Tokyo Ghoul S, regia di Takuya Kawasaki e Kazuhiko Hiramaki (2019)
- And Life Goes On, regia di Sho Tsukikawa (2019)
- Dosukoi! Sukehira, regia di Ryô Miyawaki (2019)
- Love and the Grand Tug-of-war, regia di Kiyoshi Sasabe (2021)

### Televisione
- The Person Is Coming – serie TV (2008)
- URAKARA – serie TV (2011)
- Rainbow Rose ~ Koisuru Maison – serie TV (2012)
- Secret Love – serie antologica (2014)
- Jigoku sensei Nūbē – serie TV (2014)
- Sukinahito ga iru koto – serie TV (2016, cameo)
- Doctor Cha (닥터 차정숙?, Dakteo Cha Jeong-sukLR) – serie TV (2023, cameo)